# Kovács Gyula (mérnök)
Kovács Gyula (Siter, 1881. március 11. – Budapest, 1963. március 30.) építőmérnök.

## Élete
Általános mérnöki tanulmányait Budapesten, a magyar királyi József Nádor Műszaki és Gazdaságtudományi Egyetemen végezte. Az első világháborúig városi mérnökként dolgozott Kolozsváron. A háborúban mérnök-főhadnagyként az osztrák-magyar hadiflotta fő bázisához, Pólához (ma Pula, Horvátország) vezető vasútvonal kiépítésében és fenntartásában vett részt.
A trianoni döntés után a román városvezetés állásából kitette, magánmérnökként dolgozott, elsősorban az erdélyi református egyház megbízásain. Fő alkotása a díjnyertes Egyetemi Sportpark tervezése és kivitelezése volt.
Az 1940-es magyar bevonulás után visszakerült közigazgatási állásába, a mérnöki hivatal vezetőjeként  várostervezési feladatokat látott el, az új Városháza építését készítette elő.
A II. világháború végén sikerült Budapestre menekülnie, 1963-as haláláig a KÖZTI tervezőintézetben dolgozott.

## Munkássága

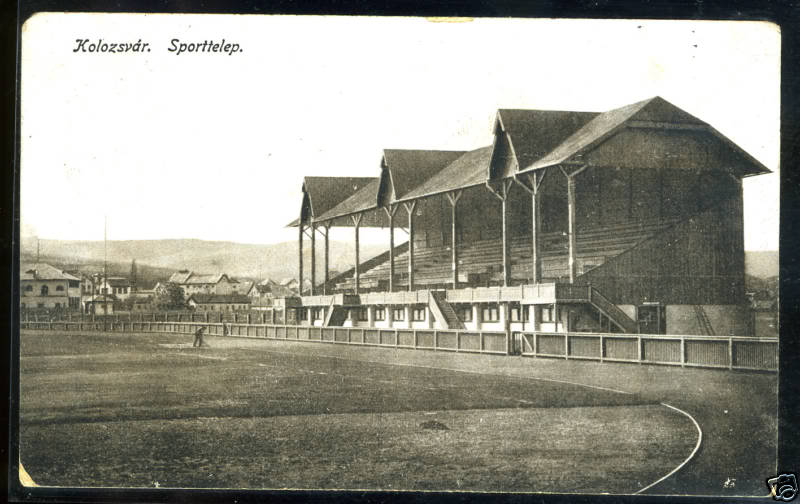
Kolozsvári Sporttelep 1911

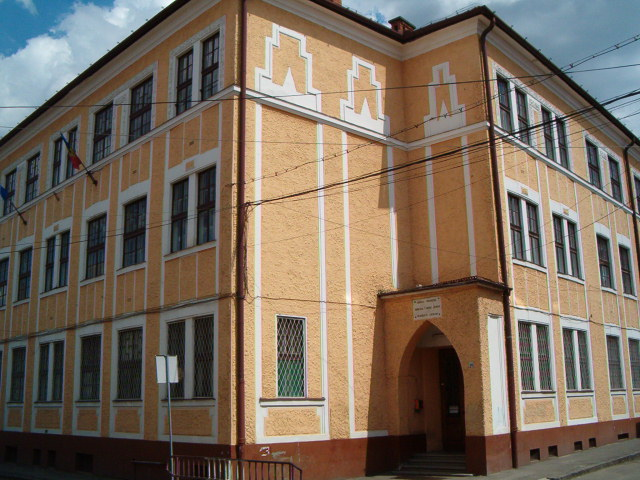
Kolozsvári református leánygimnázium

A  sétatér melletti sporttelep tervét városi mérnökként készítette el a budapesti FTC-pálya mintájára, a munkálatok is az ő irányítása és felügyelete mellett zajlottak.  Figyelembe vette a labdarúgók észrevételét, hogy a pályát ne kelet-nyugat irányba tegye, mert így délutánokon az egyik csapat mindig a nappal szemben játszott volna.
Az erdélyi református egyház megbízásából ő volt a tervpályázati elbíráló és építési ellenőr a Moll Elemér által tervezett Király utcai református leánygimnázium építésénél (1926). Ugyancsak a református egyház felkérésére, Moll Elemér tervei alapján készítette el a Farkas utcai református papi lak és iroda kivitelezési tervét (1927). Kivitelezte a kolozsvári református kórház épületét, elsőként alkalmazva színes falfestést a kórtermekben.
A sportparkot 1935–36-ban alakították ki Kovács Gyula terve alapján. A park tervét az 1936-os berlini olimpiai játékok alkalmával megrendezett sportépítészeti kiállításon bronzéremmel díjazták.